# Hoplotarache dispar
Hoplotarache dispar är en fjärilsart som beskrevs av Walker 1857. Hoplotarache dispar ingår i släktet Hoplotarache och familjen nattflyn. Inga underarter finns listade i Catalogue of Life.